# Sauvetrea alpestris
Sauvetrea alpestris är en orkidéart som först beskrevs av John Lindley, och fick sitt nu gällande namn av Dariusz Lucjan Szlachetko. Sauvetrea alpestris ingår i släktet Sauvetrea och familjen orkidéer. Inga underarter finns listade i Catalogue of Life.